# Lista siturilor arheologice din județul Iași - O
Lista siturilor arheologice din județul Iași - O conține toate siturile arheologice din județul Iași înscrise în Repertoriul Arheologic Național (RAN) și aflate în localități al căror nume începe cu litera O. RAN este administrat de Ministerul Culturii și Patrimoniului Național și cuprinde date științifice, cartografice, topografice, imagini și planuri, precum și orice alte informații privitoare la zonele cu potențial arheologic, studiate sau nu, încă existente sau dispărute.
Puteți căuta un sit din localitățile care încep cu litera O folosind formularul de mai jos sau puteți naviga prin toate siturile din județ la Lista siturilor arheologice din județul Iași.
| Cod RAN                                  | Denumire | Localitate                  | Adresă                     | Datare                               | Descoperit | Coordonate | Imagine           | Erori            |
| ---------------------------------------- | --- | --------------------------- | -------------------------- | ------------------------------------ | ---------- | ---------- | ----------------- | ---------------- |
| 96389.01.01 (Cod LMI: IS-I-m-B-03624.03) | Situl arheologic de la Osoi - "Terasa Prutului" / ansamblu anonim (Categorie: locuire civilă) (Tip: Așezare)               | sat Osoi, comuna Comarna    | Terasa Prutului            |                                      |            |            | Încărcați imagine | Raportați eroare |
| 96389.01.02 (Cod LMI: IS-I-m-B-03624.02) | Situl arheologic de la Osoi - "Terasa Prutului" / ansamblu anonim (Categorie: locuire civilă) (Tip: Așezare)               | sat Osoi, comuna Comarna    | Terasa Prutului            | Sântana de Mureș - Cerneahov sec. IV |            |            | Încărcați imagine | Raportați eroare |
| 96389.01.03 (Cod LMI: IS-I-m-B-03624.01) | Situl arheologic de la Osoi - "Terasa Prutului" / ansamblu anonim (Categorie: locuire civilă) (Tip: Așezare)               | sat Osoi, comuna Comarna    | Terasa Prutului            | sec. VIII - IX                       |            |            | Încărcați imagine | Raportați eroare |
| 96389.02.01 (Cod LMI: IS-I-m-B-03625.02) | Situl arheologic de la Osoi - "Șesul de la Osoi" / ansamblu anonim (Categorie: locuire civilă) (Tip: Așezare)              | sat Osoi, comuna Comarna    | Șesul de la Osoi           | geto-dacică                          |            |            | Încărcați imagine | Raportați eroare |
| 96389.02.02 (Cod LMI: IS-I-m-B-03625.01) | Situl arheologic de la Osoi - "Șesul de la Osoi" / ansamblu anonim (Categorie: locuire civilă) (Tip: Așezare)              | sat Osoi, comuna Comarna    | Șesul de la Osoi           | sec. XV - XVII                       |            |            | Încărcați imagine | Raportați eroare |
| 98319.01.01 (Cod LMI: IS-I-m-B-03626.05) | Situl arheologic de la Oțeleni - "Beizadea II" / ansamblu anonim (Categorie: locuire civilă) (Tip: Așezare)                | sat Oțeleni, comuna Oțeleni | Beizadea II                | Noua                                 |            |            | Încărcați imagine | Raportați eroare |
| 98319.01.02 (Cod LMI: IS-I-m-B-03626.04) | Situl arheologic de la Oțeleni - "Beizadea II" / ansamblu anonim (Categorie: locuire civilă) (Tip: Așezare)                | sat Oțeleni, comuna Oțeleni | Beizadea II                | sec. IV                              |            |            | Încărcați imagine | Raportați eroare |
| 98319.01.03 (Cod LMI: IS-I-m-B-03626.03) | Situl arheologic de la Oțeleni - "Beizadea II" / ansamblu anonim (Categorie: locuire civilă) (Tip: Așezare)                | sat Oțeleni, comuna Oțeleni | Beizadea II                | sec. VII - VIII                      |            |            | Încărcați imagine | Raportați eroare |
| 98319.01.04 (Cod LMI: IS-I-m-B-03626.02) | Situl arheologic de la Oțeleni - "Beizadea II" / ansamblu anonim (Categorie: locuire civilă) (Tip: Așezare)                | sat Oțeleni, comuna Oțeleni | Beizadea II                | sec. XIV - XV                        |            |            | Încărcați imagine | Raportați eroare |
| 98319.01.05 (Cod LMI: IS-I-m-B-03626.01) | Situl arheologic de la Oțeleni - "Beizadea II" / ansamblu anonim (Categorie: locuire civilă) (Tip: Așezare)                | sat Oțeleni, comuna Oțeleni | Beizadea II                | sec.XVII                             |            |            | Încărcați imagine | Raportați eroare |
| 98319.02.01 (Cod LMI: IS-I-m-B-03627.01) | Situl arheologic Latene de la Oțeleni - "Movila lui Ștefan cel Mare" / ansamblu anonim (Categorie: locuire) (Tip: Cetate)  | sat Oțeleni, comuna Oțeleni | Movila lui Ștefan cel Mare | geto-dacică                          |            |            | Încărcați imagine | Raportați eroare |
| 98319.02.02 (Cod LMI: IS-I-m-B-03627.02) | Situl arheologic Latene de la Oțeleni - "Movila lui Ștefan cel Mare" / ansamblu anonim (Categorie: locuire) (Tip: Așezare) | sat Oțeleni, comuna Oțeleni | Movila lui Ștefan cel Mare | geto-dacică                          |            |            | Încărcați imagine | Raportați eroare |
| 98319.03.01 (Cod LMI: IS-I-m-B-03628.02) | Situl arheologic de la Oțeleni - "Poiana" / ansamblu anonim (Categorie: locuire civilă) (Tip: Așezare)                     | sat Oțeleni, comuna Oțeleni | Poiana                     | sec. II - III                        |            |            | Încărcați imagine | Raportați eroare |
| 98319.03.02 (Cod LMI: IS-I-m-B-03628.01) | Situl arheologic de la Oțeleni - "Poiana" / ansamblu anonim (Categorie: locuire civilă) (Tip: Așezare)                     | sat Oțeleni, comuna Oțeleni | Poiana                     | sec. IV                              |            |            | Încărcați imagine | Raportați eroare |